# Finn Kalvik
Finn Bjørn Kalvik (Fåvang, 30 de abril de 1947) é um músico, cantor e compositor norueguês.

## Biografia
Participou no Festival Eurovisão da Canção 1981,  (4 de Abril), em Dublin, onde apesar cantar uma  balada "Aldri i livet (Nunca na minha vida) não logrou ter um único voto de nenhum dos júris nacionais.
Apesar disso, Kalvik continuou a produzir muitas canções e um intérprete e músico norueguês muito importante no seu país natal. No resto da Europa é pouco conhecido, devido, possivelmente ao fato de cantar na sua língua natal e não em inglês que lhe daria provavelmente  uma maior projeção.

## Singles
- 1969: FINNE MEG SJÆL, RCA
- 1974: FERIEBREV, Polydor
- 1981. Aldri i livet
- 1983: MOT UKJENTE FARVANN (DEN SISTE VIKING), Polar Music International
- 1987: MALENE, Grappa Records
- 2000: TRØSTEVISEdueto com Cajsa Stina Åkerström, daWorks Record
- 2000: LANGSOMT BRENNER LYSET NED
- 2001: TUSEN OG EN NATT, - promoção da Woorks (produced by Stein Berge Svendsen)
- 2001: RIDE RANKE, com a Prague Philharmonic Orchestra
- 2002: LILLA VACKRA ANNA duet w/ Cajsa Stina Åkerström, daWorks
- 2002: MANG EN SØVNLØS NATT trio w/ Øystein Sunde & Lillebjørn Nilsen
- 2004: MØRKET FALLER SOM REGN
- 2004: Å VÆRE BARN EN SOMMERDAG
- 2004: ELSKET AV VINDEN

## Álbuns
- 1971: TUSENFRYD OG GRÅ HVERDAG, Nordisc
- 1972: FINN, Polydor
- 1974: NØKKELEN LIGGER UNDER MATTA, Polydor
- 1976: TO TUNGER, Nordisc , compilação
- 1976: FYLL MINE SEIL, Polydor
- 1977: NEDERST MOT HIMMELEN, Nordisc
- 1979: KOM UT KOM FRAM, Polar Music International
- 1981: NATT OG DAG, Polar Music International
- 1982: TENN DINE VAKRE ØYNE, Polar Music International
- 1984: DET SØTE LIV, Nordisc
- 1986: LILLE PERSILLE, Grappa Records
- 1988: LIVETS LYSE SIDE, Crema
- 1991: INNSIDA UT, Spinner Records
- 1995: I EGNE HENDER, Polydor
- 2000: IMELLOM TO EVIGHETER, daWorks Records
- 2002: KLASSISK KALVIK, daWorks
- 2004: DAGDRIVERNOTATER, daWorks
- 2005: Klassisk Kalvik II (daWorks)
- 2007: Bjerke/Hagerup/Kalvik - 24 Setembro de 2007 (daWorks)
- 2007: Komplett klassisk Kalvik (daWorks)
- 2010: Neste stasjon Grorud - com Erik Fosnes Hansen (daWorks)